# Marie-Aude Murail

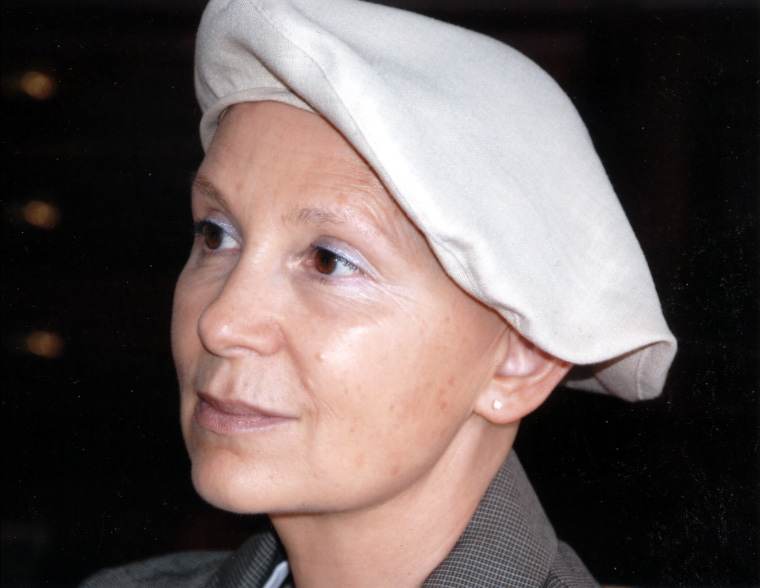
Marie-Aude Murail (Juni 2007)

Marie-Aude Murail (geb. am 6. Mai 1954 in Le Havre) ist eine französische Schriftstellerin. Sie gilt in ihrem Heimatland als eine der erfolgreichsten Jugend- und Kinderbuchautorinnen. Ihr Buch Simpel wurde 2008 mit dem Deutschen Jugendliteraturpreis der Jugendjury ausgezeichnet.

## Leben
Ihre Mutter war Journalistin, ihr Vater Dichter. Sowohl ihr Bruder Lorris (1951–2021) als auch ihre jüngere Schwester Elvire (geb. 1958) waren bzw. sind Schriftsteller. Die beiden waren Co-Autoren ihres 2002 erschienenen fünfteiligen Romans Golem. Tristan, ihr älterer Bruder, ist ein bekannter Komponist. 
Murail studierte Literatur und Philosophie an der Sorbonne. Sie promovierte 1979 bei Robert Mauzi an der Universität Paris IV mit einer Arbeit über die Adaption klassischer Romane für Kinder (Pauvre Robinson!). Nachdem sie in Paris und danach sechs Jahre lang in Bordeaux gelebt hatte, wohnt sie jetzt in Orléans. Sie ist Mitglied der französischen Ehrenlegion (Legion d’honneur).
Für die TV-Verfilmung Baby-Sitter Blues unter der Regie von Williams Crépin, das am 27. Dezember 1997 auf France 3 urgesendet wurde, lieferte sie selbst das Drehbuch.

## Bibliografie
- Baby-sitter blues. L’école des loisirs, Paris 1989, ISBN 2-211-08260-2.
- Le clocher d’Abgall. L’école des loisirs, Paris 1989, ISBN 2-211-08267-X.
- Le trésor de mon père. L’école des loisirs, Paris 1989, ISBN 978-2-211-08263-1.
- Le hollandais sans peine. L’école des loisirs, Paris 1989, ISBN 2-211-04720-3.
  - deutsch: Ich Tarzan – du Nickless, mit Illustrationen von Michel Gay, aus dem Französischen von Paula Peretti; Moritz Verlag, Frankfurt am Main 2011 ISBN 978-3-89565-227-1.
- Un séducteur né, 1991
- Sans sucre, merci, 1992
- Au bonheur des larmes, 1993
- Nos amours ne vont pas si mal, 1993
- Soui – Manga. Eine spannende Elefantengeschichte
- D’amour et de Sang, 1999
  - deutsch: Und das soll Liebe sein
- Chaos, Comics, Liebe
- Das stinkende Monster
- Der Geheimnisjäger. Zwei Tote zu viel
- Der Geheimnisjäger, Schrecken nach Schulschluss
- Von wegen, Elfen gibt es nicht! mit Bildern von Regina Kehn. Fischer Schatzinsel Verlag, Frankfurt am Main 2002 ISBN 978-3-596-85120-1.
- Oh boy !, 2000
  - deutsch: Halb und halb für drei, 2006
  - 2017 von Markus Goller verfilmt: Simpel
- Drei für immer, 2000
- mit Elvire und Lorris Murail: Golem. 1 – Magic Berber. Pocket Jeunesse, Paris 2002, ISBN 2-266-11072-1.
- mit Elvire und Lorris Murail: Golem. 2 – Joke. Pocket Jeunesse, Paris 2002, ISBN 2-266-11073-X.
- mit Elvire und Lorris Murail: Golem. 3 – Natacha. Pocket Jeunesse, Paris 2002, ISBN 2-266-11685-1.
- mit Elvire und Lorris Murail: Golem. 4 – Monsieur William. Pocket Jeunesse, Paris 2002, ISBN 2-266-12023-9.
- mit Elvire und Lorris Murail: Golem. 5 – Alias. Pocket Jeunesse, Paris 2002, ISBN 2-266-12481-1.
- Simple. L’école des loisirs, Paris 2004, ISBN 2-211-07469-3.
  - deutsch: Simpel, 2007
- Maïté Coiffure, 2004
  - deutsch: Über kurz oder lang, 2010
- Vive la République. Pocket Jeunesse, Paris 2006, ISBN 2-266-16584-4.
- La fille du docteur Baudoin. L’école des loisirs, Paris 2006, ISBN 2-211-08431-1.
  - deutsch: So oder so ist das Leben, aus dem Französischen von Tobias Scheffel, Fischer Schatzinsel, Frankfurt am Main 2011, ISBN 978-3-596-85359-5.
- La bande de Tristan, 2010
  - deutsch von Tobias Scheffel: Tristan gründet eine Bande, mit Bildern von Susanne Göhlich, Fischer KJB, Frankfurt am Main 2013, ISBN 978-3-596-85487-5.

## Auszeichnungen
- Für Simple, 2004 (deutsch: Simpel, 2007)
  - Prix des lycéens allemands 2006
  - Goldener Lufti Juli 2007
  - Empfehlungsliste Silberne Feder 2007
  - LesePeter Juni 2007
  - Kröte des Monats April 2007
  - Jury der jungen Leser Jugendbuchpreis Altersgruppe 13/14 und Shortlist Altersgruppe 15/16
  - Deutscher Jugendliteraturpreis 2008 der Jugendjury